# Крешимир Чуляк
Крешимир Чуляк (18 вересня 1970) — хорватський академічний веслувальник.
Бронзовий призер Олімпійських Ігор 2000 року в складі вісімки.
Переможець Середземноморських ігор 1997 року в складі розпашної четвірки.